# Mufasa: The Lion King
Mufasa: The Lion King is een Amerikaanse musical-dramafilm uit 2024, geregisseerd door Barry Jenkins en geproduceerd door Walt Disney Pictures en Pastel Productions.
De CGI-animatiefilm dient gelijktijdig als sequel en als prequel op de computeranimatiefilm The Lion King uit 2019.

## Verhaal
Nadat Simba koning van de Afrikaanse savanne is geworden, krijgen hij en Nala een dochter genaamd Kiara. Ze verwachten nog een tweede welp. Ze vertrekken intussen naar een oase waar Nala kan bevallen, terwijl Simba Timon en Pumbaa vraagt om op Kiara te passen. De mandril Rafiki bezoekt hen al snel en besluit het verhaal over haar grootvader Mufasa te vertellen. Hierna is de rest van de film grotendeels een raamverhaal, waarbij Timon en Pumbaa tussendoor kleurrijk commentaar leveren.
Mufasa en zijn ouders, Masego en Afia, gaan op zoek naar het mythische Milele. Een overstroming sleurt Mufasa mee naar een moerasland waar hij Taka, een koninklijke welp, ontmoet. Ze worden aangevallen door jonge krokodillen totdat Taka's moeder, koningin Eshe, ingrijpt. Ze accepteert Mufasa, maar Taka's vader, koning Obasi, bekritiseert hem omdat hij vriendschap sluit met een buitenstaander. Obasi organiseert een wedstrijd tussen zijn zoon en Mufasa om te bepalen of deze laatste zich bij zijn troep mag voegen. Wanneer Mufasa door uitputting achterop raakt, geeft Taka de overwinning weg zodat Mufasa kan blijven.
Naarmate Mufasa en Taka opgroeien, ontwikkelen ze een sterke band, hoewel Obasi, die een luie koning is, Taka voortdurend probeert bij zich te houden en Mufasa beveelt bij de leeuwinnen te blijven. Eshe leert Mufasa jagen en zijn zintuigen gebruiken, naast andere levensvaardigheden. Op een dag worden ze tijdens een jacht door twee witte leeuwen aangevallen. Eshe geraakt gewond, dus springt Mufasa haar te hulp. Hij doodt uiteindelijk een van de leeuwen, en samen dwingen ze de andere te vluchten. Taka is getuige van de aanval, maar trekt zich angstig terug. De overlevende leeuw informeert Kiros, de leider van de Buitenstaanders, een troep leeuwen die door hun respectievelijke troep zijn verstoten vanwege hun witte vacht. Kiros wil wraak voor de dood van zijn zoon, die door Mufasa werd gedood, en nadert Obasi's troep. Mufasa voelt hen aankomen, waarschuwt hen en krijgt het bevel met Taka te vluchten. Wanneer ze aankomen, slachten de Buitenstaanders Obasi, Eshe en de rest van hun troep af. Ze dwingen Mufasa en Taka te ontsnappen via een waterval in een rivier.
Wanneer Mufasa en Taka aan land komen, komen ze de verdwaalde leeuwin Sarabi tegen (wier eigen familie door de Buitenstaanders werd gedood), haar neushoornvogelverkenner Zazoe en even later de dan nog jonge Rafiki. Rafiki vertelt hen dat hij naar Milele gaat om zijn "broer" te vinden die hij in profetische visioenen zag, en de groep volgt hem daarheen. Taka ontwikkelt romantische gevoelens voor Sarabi. Wanneer de Buitenstaanders hen blijven achtervolgen, zet Sarabi een olifantenstormloop in gang om hen af te leiden en te desoriënteren, waardoor de groep kan ontsnappen. Ze raakt bewusteloos nadat ze in het pad van de stormloop is gevallen, waarop Mufasa haar redt. Uit loyaliteit vertelt Mufasa niet de volledige waarheid aan Sarabi, hij probeert haar wijs te maken dat Taka degene is die haar heeft gered.
De groep trekt verder door een besneeuwde bergketen, waarbij Zazoe hun sporen bedekt met sneeuw. Sarabi vertelt Mufasa dat ze weet dat hij haar heeft gered, en al snel worden ze verliefd. Terwijl hij dit stiekem aanschouwt, ontmoet een jaloerse Taka Kiros en de verdwaalde en hongerige Buitenstaanders. Hij doet Kiros een voorstel om wraak te nemen op Mufasa voor de dood van zijn zoon, in ruil voor Taka's aansluiting bij zijn groep. De volgende dag bereikt de groep Milele, een weelderige oase, waar Taka heimelijk sporen achterlaat die de Buitenstaanders kunnen volgen.
Rafiki vindt de boom uit zijn visioen. Hij beweert dat Mufasa de "broer" is waar hij op zoek naar was, voordat de Buitenstaanders aanvallen. Tijdens zijn gevecht met Kiros komt Mufasa erachter dat Taka verraad heeft gepleegd. Desondanks verzamelt Mufasa de dieren in Milele om de Buitenstaanders te verslaan. Kiros dwingt Mufasa om een grot in te gaan en maakt zich klaar om hem af te maken. Wanneer Taka de uitgeputte Mufasa ziet, krijgt hij ineens berouw. Taka besluit toch in te grijpen, waarna Kiros met zijn klauw over Taka's oog snijdt en een litteken achterlaat. Er vindt een aardbeving plaats, waardoor Mufasa en Kiros in een grotmeer vallen. Kiros probeert Mufasa te verdrinken, maar een vallende rots zorgt ervoor dat Kiros naar beneden stort, waarna Mufasa wegzwemt en in veiligheid komt. Mufasa heeft moeite om uit het water te komen, maar wordt opnieuw gered door Taka, die ternauwernood de verleiding weerstaat om hem te verdrinken.
Mufasa en Sarabi verlaten samen de grot terwijl de dieren hun overwinning vieren. Uit dankbaarheid voor Mufasa's verbond tegen de Buitenstaanders, benoemen de dieren hem tot Koning van Milele. Mufasa wordt al snel herenigd met Afia, die hem vertelt dat Masego is gestorven tijdens de overstroming. Mufasa confronteert Taka met zijn verraad en staat hem toe te blijven, maar hij weigert Taka nog langer bij diens naam te noemen. Taka vraagt om voortaan "Scar" te worden genoemd, zodat hij nooit zal vergeten wat hij gedaan heeft. Mufasa stijgt vervolgens op naar de nieuw gevormde Koningsrots en brult triomfantelijk, terwijl Scar hem van achteren bekijkt.
Terug in het heden brult Kiara naar de wolken terwijl de geest van haar grootvader boven haar verschijnt. Zij en haar vrienden ontmoeten Simba al snel weer om haar pasgeboren broertje of zusje te ontmoeten, aan wie Kiara aanbiedt om Mufasa's verhaal te vertellen.

## Stemverdeling
| Personage          | Engelse stem           | Nederlandse stem     | Vlaamse stem          |
| ------------------ | ---------------------- | -------------------- | --------------------- |
| Mufasa             | Aaron Pierre           | Nigel Brown          | Wout Sels             |
| Taka               | Kelvin Harrison jr.    | Roben Mitchell       | Martijn Claes         |
| Sarabi             | Tiffany Boone          | Melissa Kanza        | Jasmine Jaspers       |
| jonge Rafiki       | Kagiso Lediga          | Juliann Ubbergen     | Hans van Cauwenberghe |
| Zazu               | Preston Nyman          | Jürgen Theuns        | Peter Thyssen         |
| Kiara              | Blue Ivy Carter        | Elora Vermeer        | Lize Verschoren       |
| Rafiki (verteller) | John Kani              | Jerrel Houtsnee      | Hans van Cauwenberghe |
| Kiros              | Mads Mikkelsen         | Edwin Jonker         | Dries Vanhegem        |
| Pumbaa             | Seth Rogen             | Mike Wauters         | Mike Wauters          |
| Timon              | Billy Eichner          | Laurenz Hoorelbeke   | Laurenz Hoorelbeke    |
| Eshe               | Thandiwe Newton        | Peggy Sandaal        | Liv van Aelst         |
| Obasi              | Lennie James           | Emmanuel Ohene Boafo | Vic de Wachter        |
| Afia               | Anika Noni Rose        | Nurlaila Karim       | Alyssa Luypaert       |
| Masego             | Keith David            | Ivo Chundro          | Garry Hagger          |
| jonge Mufasa       | Braelyn Rankins        | Luca Oedairam        | Simon Vermeir         |
| jonge Taka         | Theo Somolu            | Noah Fontijn         | Enno Bové             |
| Simba              | Donald Glover          | Jonathan Vroege      | Lander Severins       |
| Nala               | Beyoncé Knowles-Carter | April Darby          | Charlotte Campion     |
| Amara              | Folake Olowofoyeku     |                      |                       |
| Akua               | Joanna Jones           |                      | Maja Van Honsté       |
| Junia              | Thuso Mbedu            |                      |                       |
| Ajarry             | Sheila Atim            |                      |                       |
| Chigaru            | Abdul Salis            |                      |                       |
| Mosi               | Derrick L. McMillon    |                      |                       |
| Inaki              | Maestro Harrell        |                      |                       |
| Azibo              | A.J. Beckles           |                      |                       |
| Sarafina           | Dominique Jennings     |                      |                       |
| Mobo               | David S. Lee           |                      |                       |

- Tijdens de opening van de film worden gearchiveerde opnames van James Earl Jones als Mufasa gebruikt. Jones vertolkte de stem van Mufasa in de originele The Lion King uit 1994 en de remake uit 2019 en overleed drie maanden vóór de release van deze film; de film werd opgedragen aan zijn nagedachtenis.[4]

## Achtergrond

### Ontwikkeling
In september 2020 werd door Walt Disney Pictures bekend gemaakt dat een vervolg op The Lion King uit 2019 in ontwikkeling was met Barry Jenkins als regisseur. Tevens werd die maand bekend dat scenarioschrijver Jeff Nathanson, die ook het scenario van The Lion King schreef, terug zou keren om het scenario voor deze vervolgfilm te schrijven. In augustus 2021 werden Aaron Pierre en Kelvin Harrison jr. bekend gemaakt als de hoofdrolspeler die de stemmen zouden verzorgen van Mufasa en Taka.
Meer dan een jaar later, tijdens de D23 Expo in september 2022, werd de film officieel aangekondigd onder de titel Mufasa: The Lion King. Tevens werd bekend dat acteurs Seth Rogen, Billy Eichner en John Kani hun stemrollen uit de vorige film zouden hernemen. In april 2024 werd ook de terugkomst van Beyoncé en Donald Glover als stemacteurs bevestigd, hierbij werd tevens bekend dat Beyoncé's dochter Blue Ivy Carter haar debuut in de film zal maken als stemactrice.

### Muziek
In juni 2022 werd Nicholas Britell als componist aan de film toegevoegd, mede doordat hij eerder met regisseur Jenkins aan verschillende projecten had gewerkt. In september 2022 werd bevestigd dat Hans Zimmer en Pharrell Williams, die ook voor de muziek van de The Lion King verantwoordelijk waren, terug zouden keren om ook de muziek voor de film te verzorgen. Lin-Manuel Miranda en Lebo M werden in april 2024 bekend gemaakt als een van de liedjesschrijvers. In september 2024 werd bekendgemaakt dat niet Zimmer, maar Dave Metzger de filmmuziek voor de film zou componeren.

## Release en ontvangst
Op 29 april 2024 werd voor het grote publiek voor het eerst de filmposter en de eerste bewegende beelden in een vorm van een trailer gedeeld tijdens het ABC-televisieprogramma Good Morning America.
Mufasa: The Lion King op 9 december 2024 in première voor pers en genodigden in het Dolby Theatre in Los Angeles. De film werd door Walt Disney Studios Motion Pictures op 20 december 2024 in de Amerikaanse bioscopen uitgebracht. Oorspronkelijk stond de premièredatum vastgesteld op 5 juli 2024, deze moest verschoven worden wegens de SAG-AFTRA-staking van 2023.
De film werd door recensenten in het algemeen gemengd ontvangen. Op Rotten Tomatoes heeft de film een score van 56% op basis van 216 beoordelingen. Metacritic komt op een score van 56/100, gebaseerd op 51 beoordelingen.

### Kassaopbrengsten
Mufasa: The Lion King ging in de Amerikaanse bioscopen in première naast Sonic the Hedgehog 3 met de verwachting van een bruto-opbrengst in het openingsweekend van 50 miljoen Amerikaanse dollars in 4000 bioscopen. De film bracht uiteindelijk 35 miljoen dollar op in zijn openingsweekend en eindigde daarmee op de tweede plaats aan de kassa. Op 23 december 2024 had de film, samen met de opbrengst van 87,2 miljoen dollar in de andere gebieden, een totale opbrengst van 122,2 miljoen dollar.